# Maksymilian Brożek
Maksymilian Brożek (ur. 5 listopada 1897 w Tarnowie, zm. 12 kwietnia 1977 w Limanowej) – polski malarz i grafik.

## Życiorys
Ukończył Szkołę Powszechną, a następnie Wyższą Szkołę Realną w Tarnowie. Świadectwo dojrzałości otrzymał w roku 1916. Studia kontynuował w latach 1916–1923 w Akademii Sztuk Pięknych w Krakowie u Jacka Malczewskiego i Stanisława Dębickiego. Ukończył także Państwowy Instytut Robót Ręcznych w Warszawie w roku 1930. Wcześniej bo w 1928 roku zdał Egzamin Państwowy z rysunków i malarstwa w Krakowie. Kończąc Akademię Sztuk Pięknych nabył tytuł artysty malarza. W maju 1930 prezentował swoje prace na wystawie obrazów i rzeźby w Sanoku. Swoje prace wystawiał między innymi w Toruniu, Lublinie i Krakowie. Malował portrety, pejzaże i sceny rodzajowe. Zajmował się rysunkiem, grafiką i ilustracjami do książek, np. ilustracje do utworów Adama Mickiewicza. Nazywano go „ostatnim malarzem Młodej Polski”.

## Muzea mające w swoich zbiorach prace Maksymiliana Brożka
- Muzeum Narodowe w Lublinie
- Muzeum Historyczne w Sanoku
- Muzeum Częstochowskie
- Muzeum Regionalne Ziemi Limanowskiej w Limanowej
- Muzeum Historyczno-Archeologiczne w Częstocicach
- Muzeum Ziemi Tarnowskiej w Tarnowie

## Źródła, bibliografia
- Maksymilian Brożek, ostatni malarz Młodej Polski związany z Limanową
- Portal absolwentów gimnazjum i liceum im. Romualda Traugutta w Częstochowie. absolwent.traugutt.net. [zarchiwizowane z tego adresu (2016-03-13)].
- Widoki Lublina – drzeworyty Maksymiliana Brożka